# Heroes (film 2008)
Heroes è un film del 2008 diretto da Samir Karnik.